# Smilisca baudinii
Espèce
Synonymes
- Hyla baudinii Duméril & Bibron, 1841
- Hyla vanvlietii Baird, 1854
- Hyla vociferans Baird, 1859
- Hyla muricolor Cope, 1862
- Hyla pansosana Brocchi, 1877
- Hyla beltrani Taylor, 1942
- Hyla manisorum Taylor, 1954

Statut de conservation UICN

 LC  : Préoccupation mineure
Smilisca baudinii est une espèce d'amphibiens de la famille des Hylidae.
Elle est appelée Mexican tree frog pour les anglosaxons, soit grenouille arboricole mexicaine.

## Répartition
Elle se rencontre du niveau de la mer jusqu'à 1 610 m d'altitude aux États-Unis dans le sud du Texas, au Mexique, au Belize, au Guatemala, au Honduras, au Salvador, au Nicaragua et au Costa Rica,.

## Habitat
C'est une espèce des forêts tropicales et équatoriales qui apprécie la forêt semi-ouverte et la proximité de points ou sources d'eau permanents.

## Description
Les mâles mesurent jusqu'à 76 mm et les femelles 90 mm.

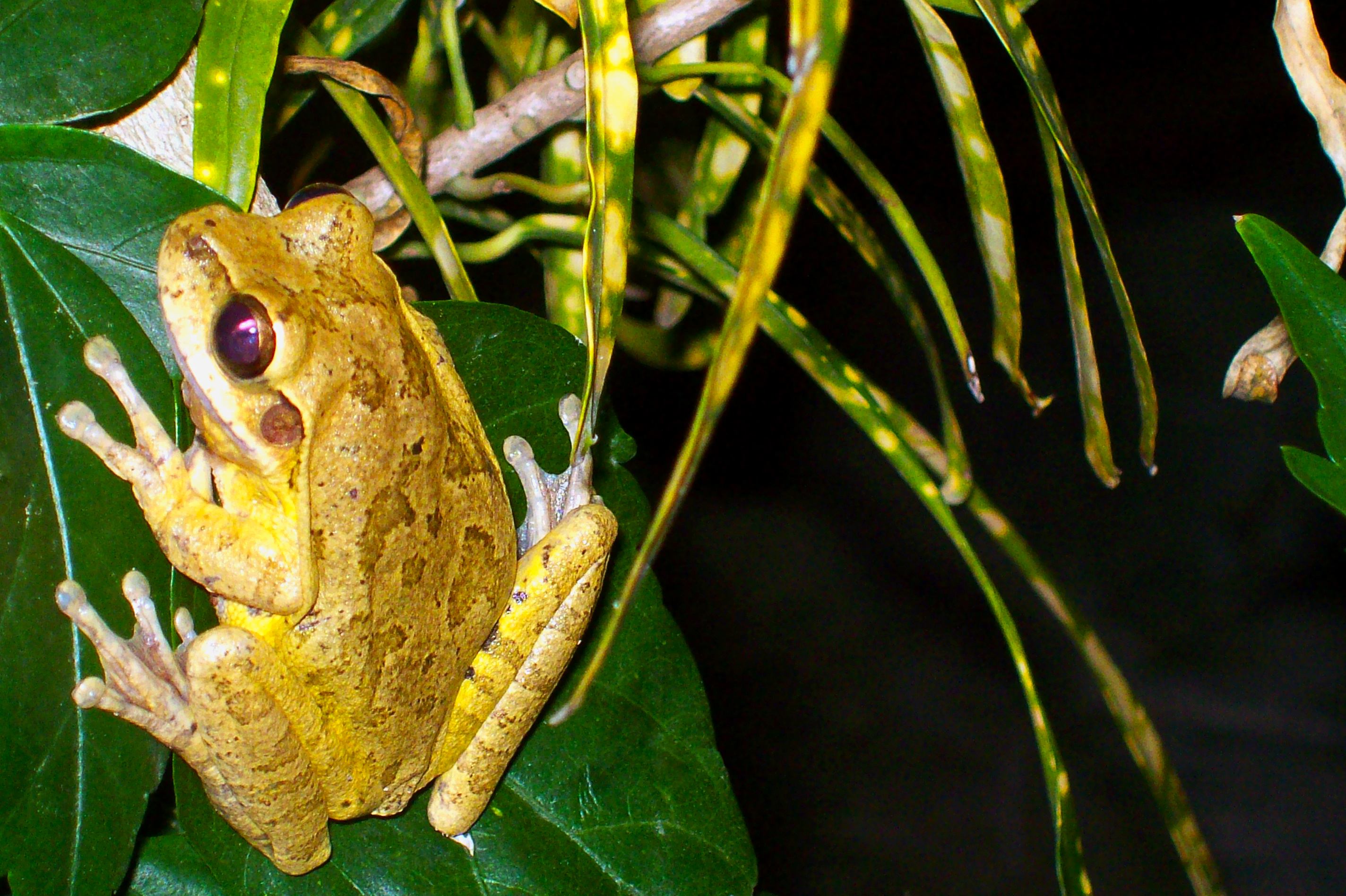
Smilisca baudinii du Honduras

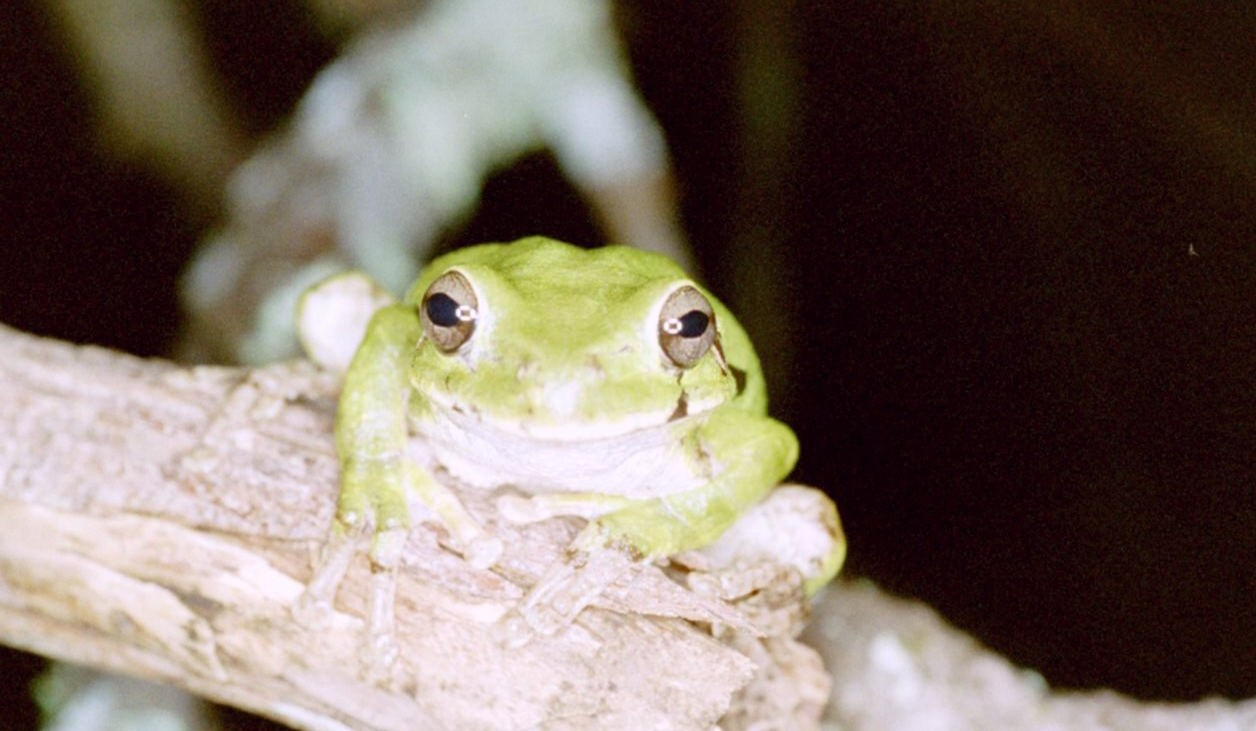
Smilisca baudinii

- La couleur et le motif varient selon les sous-populations et les zones géographiques.
- La robe est généralement plutôt bru-vert avec des taches brunes plus foncées, suivant un motif irrégulier. Le ventre est typiquement gris clair à blanc.
- Les pattes dont les doigts sont munis de ventouses portent des bandes noires distinctives.

## Éthologie

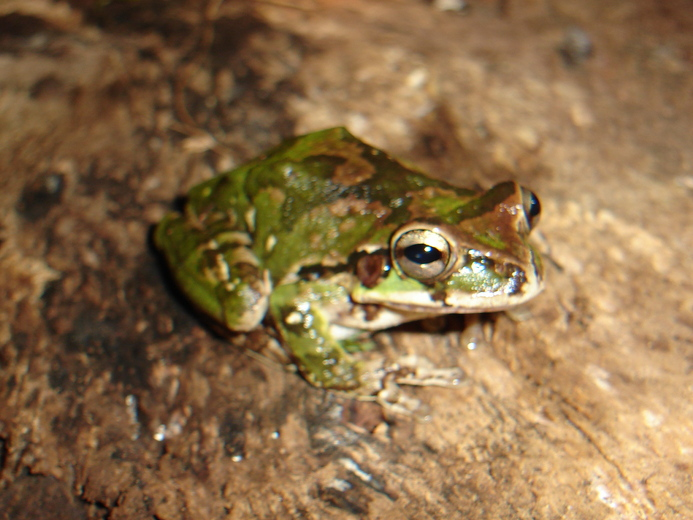
Smilisca baudinii

Cette espèce est nocturne.

## Taxinomie
Cette espèce a beaucoup de synonymes dans la classification, en raison de l'existence de populations disjointes qui ont été décrites sous des noms différents par des groupes de chercheurs différents.

## Statut de conservation et menaces
Les amphibiens semblent globalement en rapide régression dans toute l'Amérique, et ailleurs, pour des raisons encore mal comprises, probablement multifactorielles (pollution diffuse par les pesticides, pathologies émergentes,  perturbateurs endocriniens, destruction de l'habitat, fragmentation écopaysagère, dont par la pollution lumineuse.
Cette espèce est considérée comme menacée au Texas. Elle n'est connue que dans quelques localités au sud du bassin du Río Grande où aucun recensement global n'a pu être fait à ce jour.

## Étymologie
Cette espèce est nommée en l'honneur de Nicolas Baudin.

## Publication originale
- Duméril & Bibron, 1841 : Erpétologie générale ou Histoire naturelle complète des reptiles, vol. 8, p. 1-792 (texte intégral).